# Titularbistum Suliana
Suliana war eine antike Stadt in der römischen Provinz Byzacena bzw. Africa proconsularis in der Sahelregion von Tunesien.
Suliana ist ein ehemaliges Bistum der römisch-katholischen Kirche und heute ein Titularbistum.
| Titularbischöfe von Suliana |                                |                                                  |                 |                 |
| Nr.                         | Name                           | Amt                                              | von             | bis             |
| 1                           | Alfredo Ignacio Llaguno Canals | Weihbischof in San Cristóbal de la Habana (Kuba) | 17. März 1964   | 20. August 1979 |
| 2                           | Joseph Michael Sullivan        | Weihbischof in Brooklyn (USA)                    | 4. Oktober 1980 | 7. Juni 2013    |
| 3                           | Damian Bryl                    | Weihbischof in Posen (Polen)                     | 13. Juli 2013   | 25. Januar 2021 |
| 4                           | Luis Marín de San Martín OSA   | Kurienbischof, Untersekretär der Bischofssynode  | 6. Februar 2021 |                 |